# Quesnelia
Quesnelia  es un género de plantas con flores perteneciente a la familia Bromeliaceae, subfamilia Bromelioideae.  Nativo del este de Brasil.   Comprende 44 especies descritas y de estas, solo 18 aceptadas.

## Taxonomía
El género fue descrito por Charles Gaudichaud-Beaupré y publicado en Voyage autour de Monde éxécuté pendant les Années 1836 et 1837 sur la Corvette la ~Bonite~ . . . Botanique pl. 54. 1842. La especie tipo es: Quesnelia rufa Gaudich.  
Etimología
Quesnelia: nombre genérico otorgado en honor de M. Quesnel, cónsul francés en la Guayana francesa)

## Especies aceptadas
A continuación se brinda un listado de las especies del género Quesnelia aceptadas hasta octubre de 2013, ordenadas alfabéticamente. Para cada una se indica el nombre binomial seguido del autor, abreviado según las convenciones y usos.
- Quesnelia alvimii Leme
- Quesnelia arvensis (Vellozo) Mez
- Quesnelia augusto-coburgii Wawra
- Quesnelia clavata Amorim & Leme
- Quesnelia conquistensis Leme
- Quesnelia dubia Leme
- Quesnelia edmundoi L.B. Smith 
  - var. rubrobracteata E. Pereira 
  - var. intermedia E. Pereira & Leme
- Quesnelia humilis Mez
- Quesnelia imbricata L.B. Smith
- Quesnelia indecora Mez
- Quesnelia kautskyi C. Vieira
- Quesnelia lateralis Wawra
- Quesnelia liboniana (De Jonghe) Mez
- Quesnelia marmorata (Lemaire) R.W. Read
- Quesnelia morreniana (Baker) Mez
- Quesnelia quesneliana (Brongniart) L.B. Smith
- Quesnelia seideliana L.B. Smith
- Quesnelia strobilispica Wawra
- Quesnelia testudo Lindman
- Quesnelia violacea Wanderley & S.L. Proença[6]